# هارولد لان
هارولد لان هو سياسي كندي، ولد في 1945. حزبياً، نشط في حزب ساسكاتشوان المحافظ التقدمي. وقد انتخب عضو المجلس التشريعي من ساسكاتشوان.